# TMOD2
TMOD2 (англ. Tropomodulin 2) – білок, який кодується однойменним геном, розташованим у людей на короткому плечі 15-ї хромосоми. Довжина поліпептидного ланцюга білка становить 351 амінокислот, а молекулярна маса — 39 595.
| 10         |  | 20         |  | 30         |  | 40         |  | 50         |
| ---------- |  | ---------- |  | ---------- |  | ---------- |  | ---------- |
| MALPFQKELE |  | KYKNIDEDEL |  | LGKLSEEELK |  | QLENVLDDLD |  | PESAMLPAGF |
| RQKDQTQKAA |  | TGPFDREHLL |  | MYLEKEALEQ |  | KDREDFVPFT |  | GEKKGRVFIP |
| KEKPIETRKE |  | EKVTLDPELE |  | EALASASDTE |  | LYDLAAVLGV |  | HNLLNNPKFD |
| EETANNKGGK |  | GPVRNVVKGE |  | KVKPVFEEPP |  | NPTNVEISLQ |  | QMKANDPSLQ |
| EVNLNNIKNI |  | PIPTLREFAK |  | ALETNTHVKK |  | FSLAATRSND |  | PVAIAFADML |
| KVNKTLTSLN |  | IESNFITGTG |  | ILALVEALKE |  | NDTLTEIKID |  | NQRQQLGTAV |
| EMEIAQMLEE |  | NSRILKFGYQ |  | FTKQGPRTRV |  | AAAITKNNDL |  | VRKKRVEADR |
| R          |  |            |  |            |  |            |  |            |

A: Аланін

D: Аспарагінова кислота

E: Глутамінова кислота

F: Фенілаланін

G: Гліцин

H: Гістидин

I: Ізолейцин

K: Лізин

L: Лейцин

M: Метіонін

N: Аспарагін

P: Пролін

Q: Глутамін

R: Аргінін

S: Серин

T: Треонін

V: Валін

Кодований геном білок за функцією належить до фосфопротеїнів. 
Задіяний у такому біологічному процесі, як альтернативний сплайсинг. 
Білок має сайт для зв'язування з молекулою актину. 
Локалізований у цитоплазмі, цитоскелеті.